# Chaises volantes

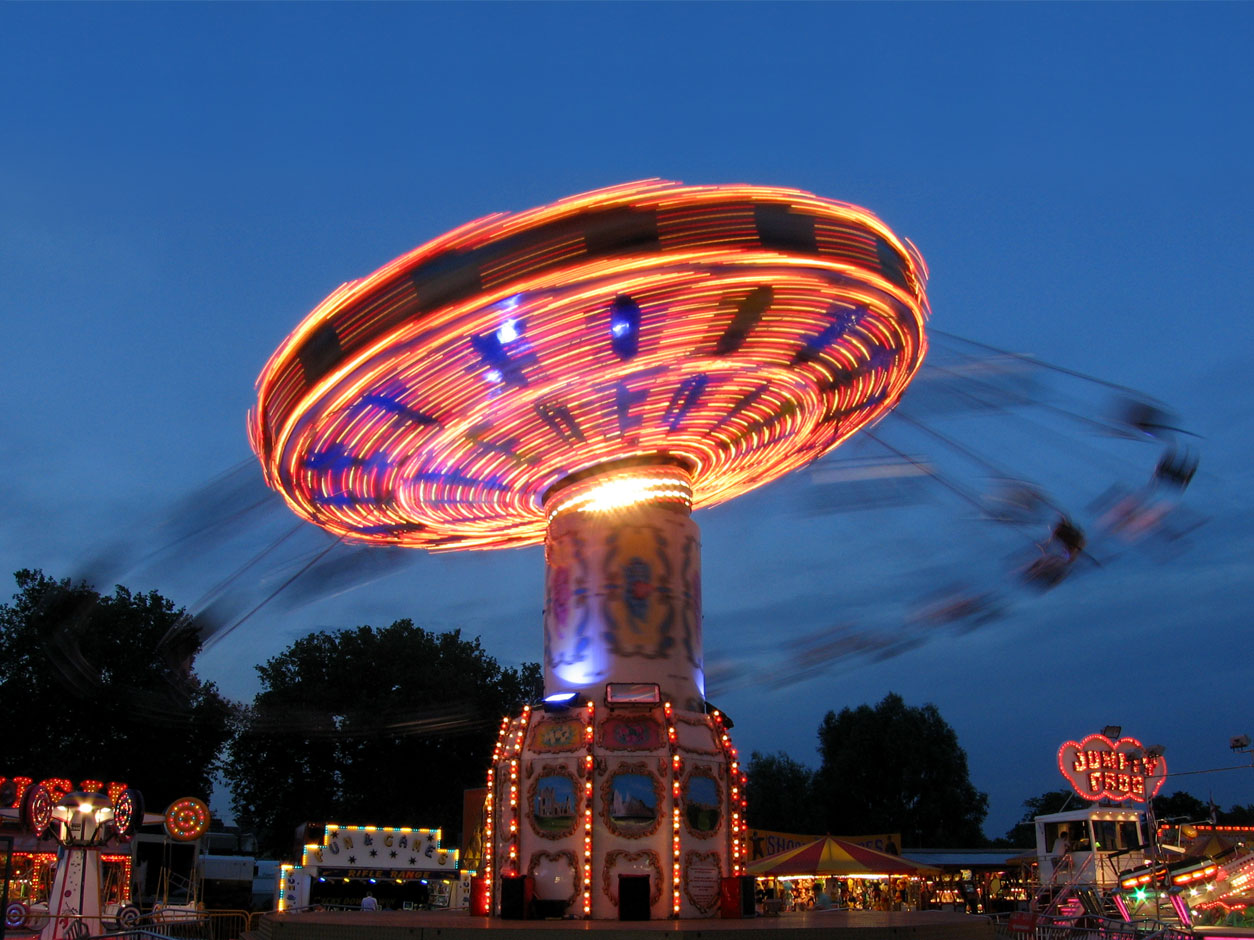
Des chaises volantes en action.

Les chaises volantes sont une variante des manèges de type carrousel dans lesquelles des sièges sont suspendus depuis le haut du manège au bout de chaînes métalliques. Lors de la rotation du manège, les chaises sont inclinées vers l'extérieur par la force centrifuge. Ces attractions sont connues en Suisse romande sous le nom de voltigeurs.

## Historique

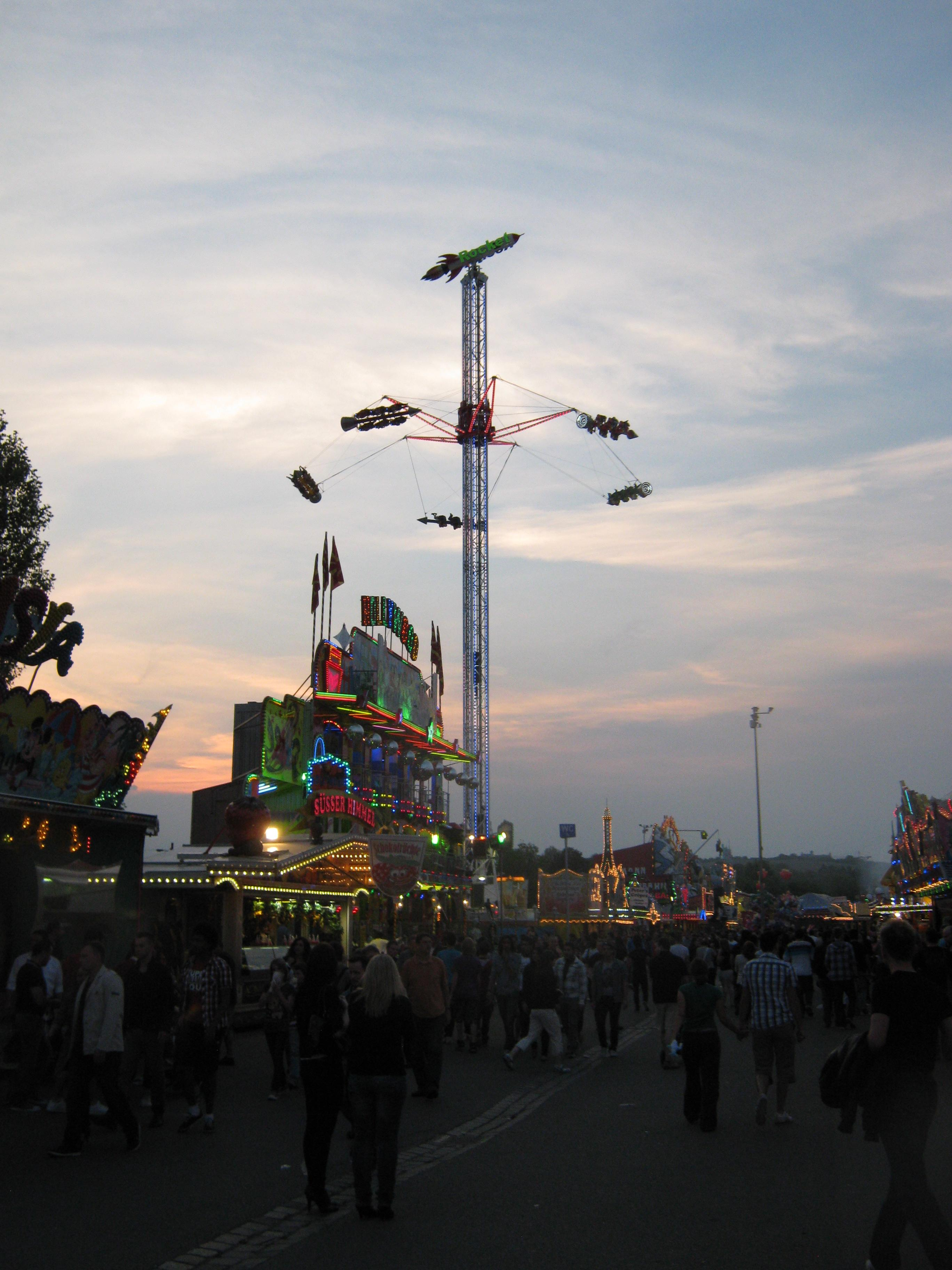
Fête du Printemps de Stuttgart 2011.

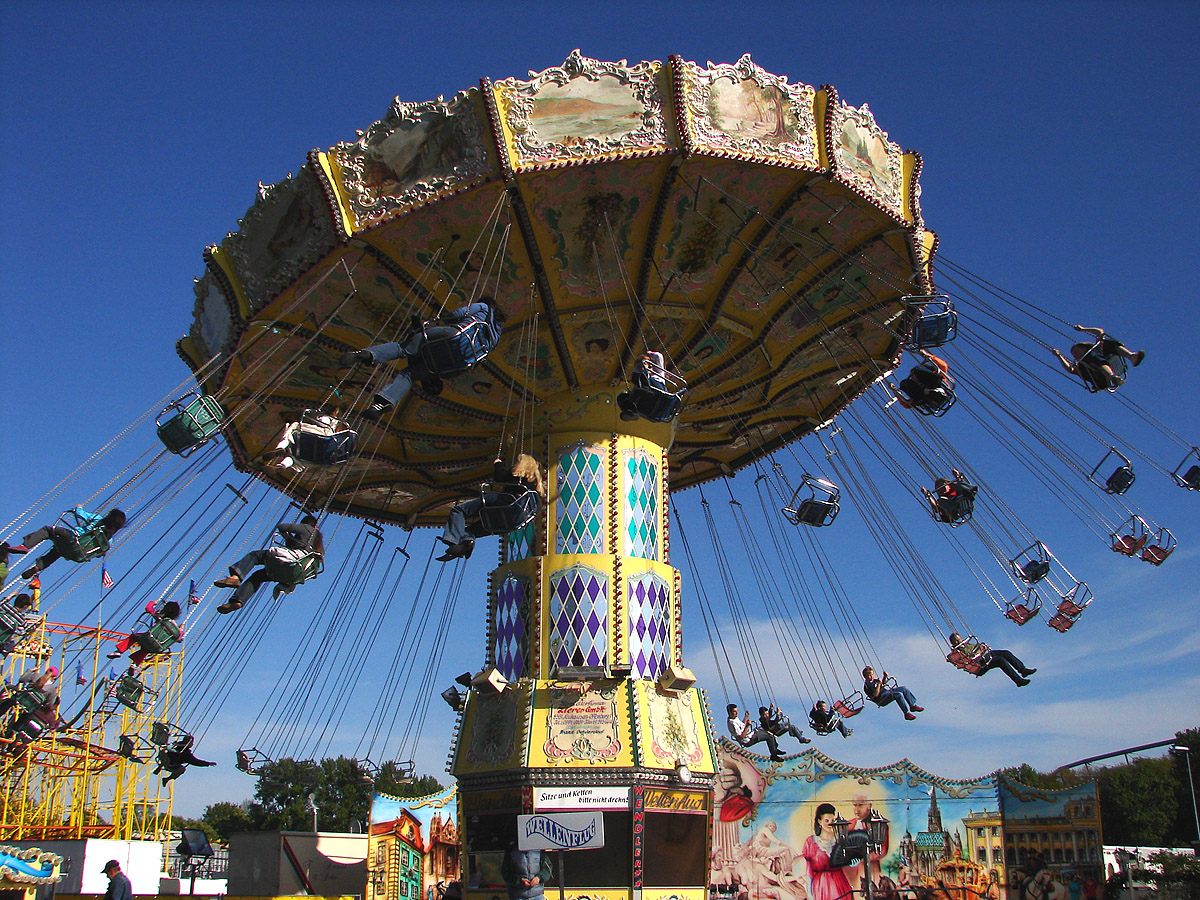

Les chaises volantes existent depuis au moins le début du XXe siècle et connurent peu de changement depuis leur création. Les manèges sont apparus au Royaume-Uni dans les années 1920 mais étaient importés d'Allemagne.
En 1972, en Allemagne, fut conçue la plus importante variante des chaises volantes, appelée Wellenflug (en anglais Wave Swinger) d'après un modèle de Zierer et construite par Franz Schwartzkopf. Cette variante ajoute un mouvement d'inclinaison du haut du manège provoquant une augmentation des forces centrifuges. Une version mobile a été construite dès 1974 par les mêmes partenaires.

## Attractions de ce type
- Apple flight - Nigloland
- Family swing - Lompi Family Park
- Family swing - Didi'Land
- Family swinger - Parc du Bocasse
- Flying Carrousel - Bellewaerde
- Flying Turtle - OK Corral
- Gotham City Crime Wave - Six Flags Over Georgia
- HallowSwings - Holiday World
- Honguito et Sillas Voladoras - Xetulul
- Kettingmolen - Bobbejaanland
- Lasso - Darien Lake Theme Park Resort
- Les chaises aériennes - Parc Saint-Paul (sens de rotation inversé)
- Les chaises volantes - Jardin d'acclimatation (Paris)
- Les chaises volantes - Parc Astérix
- Les petites chaises volantes - Parc Astérix
- Les carrousels de la place Anton Pieckplein - Efteling
- Mistral - Walygator Parc
- Silly Symphony Swings - Disney California Adventure
- Swing of the Century - Canada's Wonderland
- Swing Tree - Lotte World
- Tour de ville - La Ronde
- Twist'Air - Parc Bagatelle
- Waikiki - PortAventura Park
- Wave Swinger - Walibi Belgium
- Wave Swinger - Nagashima Spa Land
- Wave Swinger - Cedar Point
- Wave Swinger - Liseberg
- Whirligig - Six Flags Great America
- Wiener wellenflieger - Europa-Park
- Wienerwalz - Plopsaland De Panne

(cette liste est non exhaustive)

## Galerie

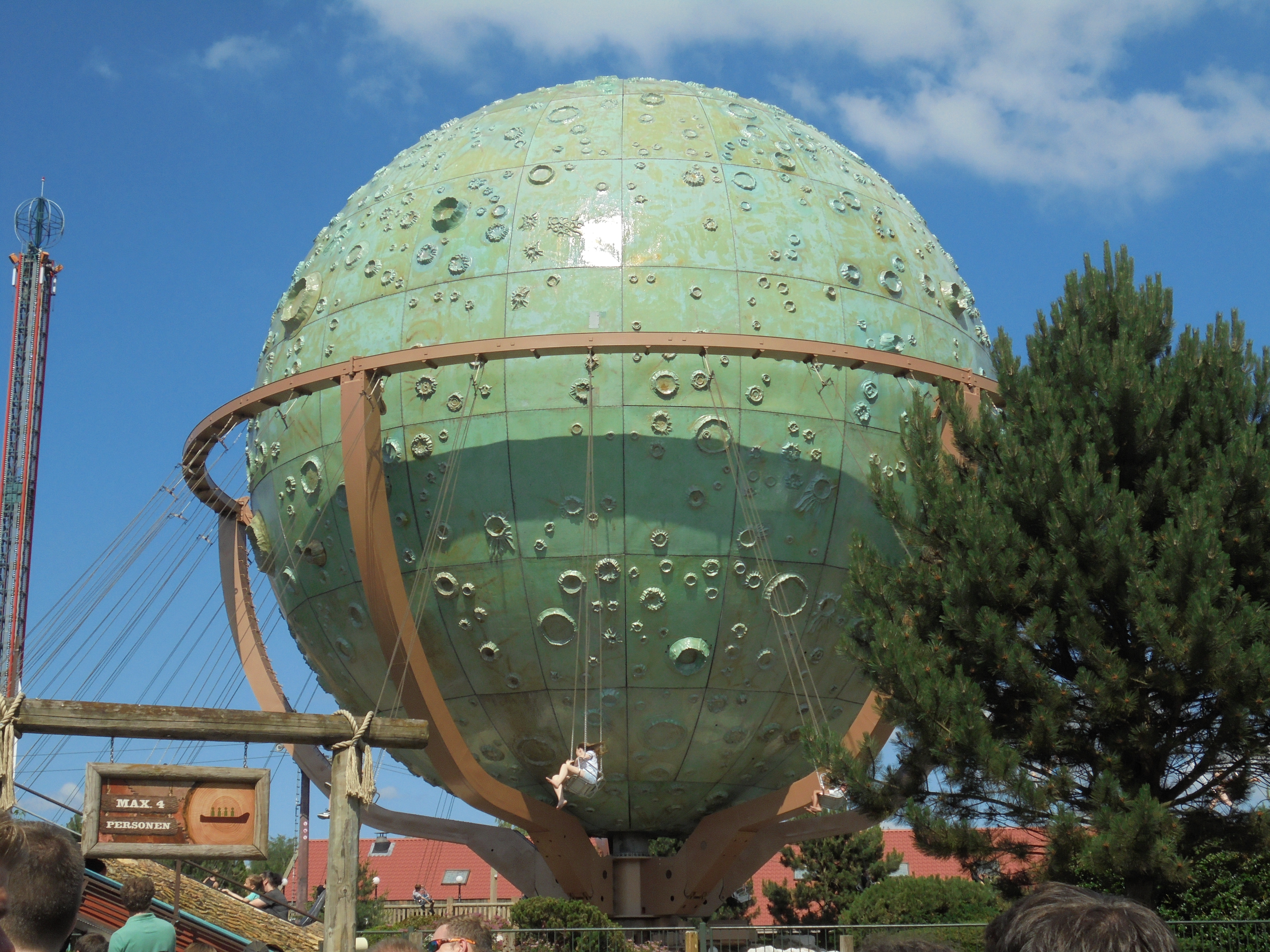
Apollo à Attractiepark Slagharen
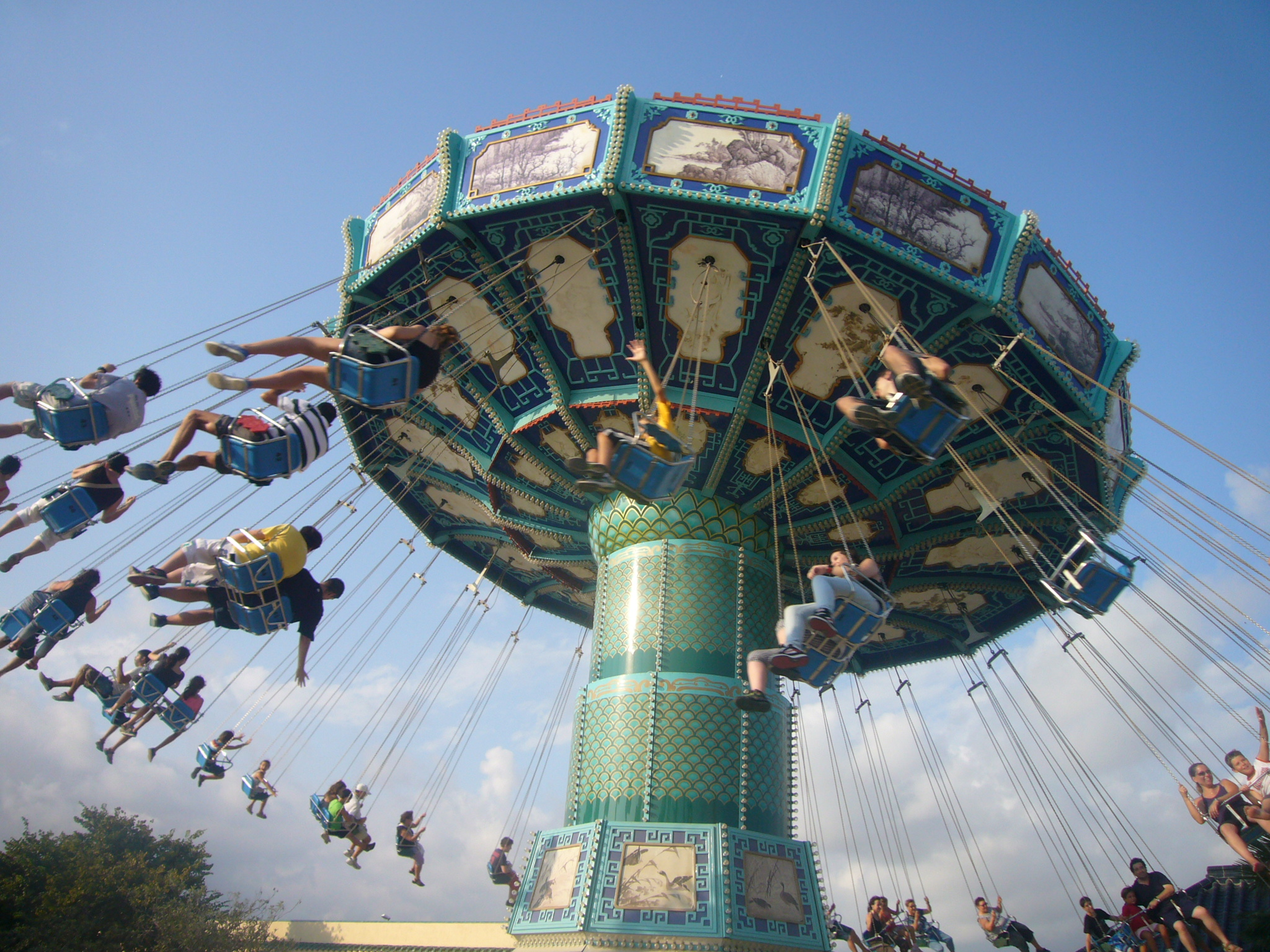
Fumanchú à PortAventura Park
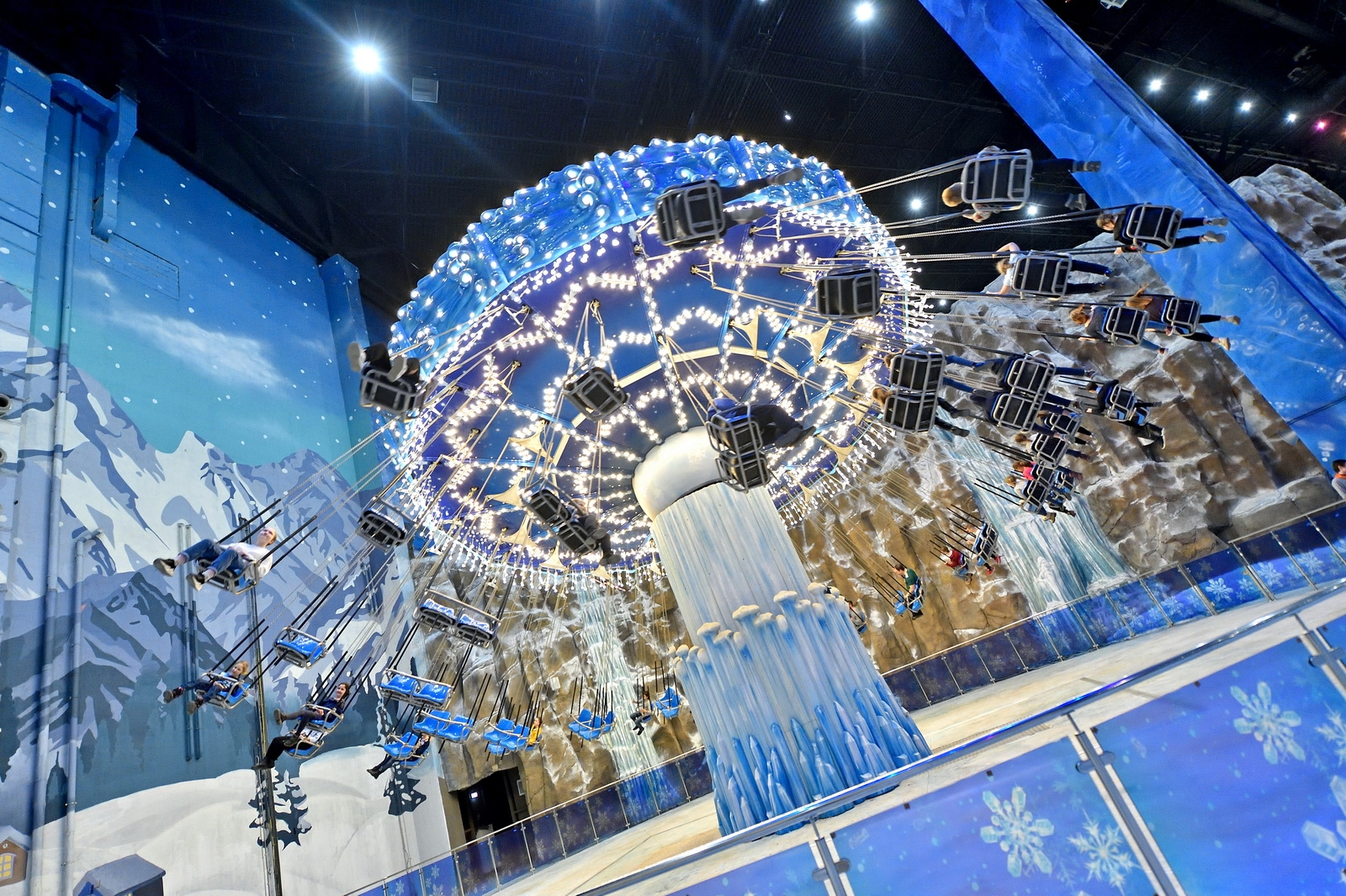
Ice Carrousel à Dream Island
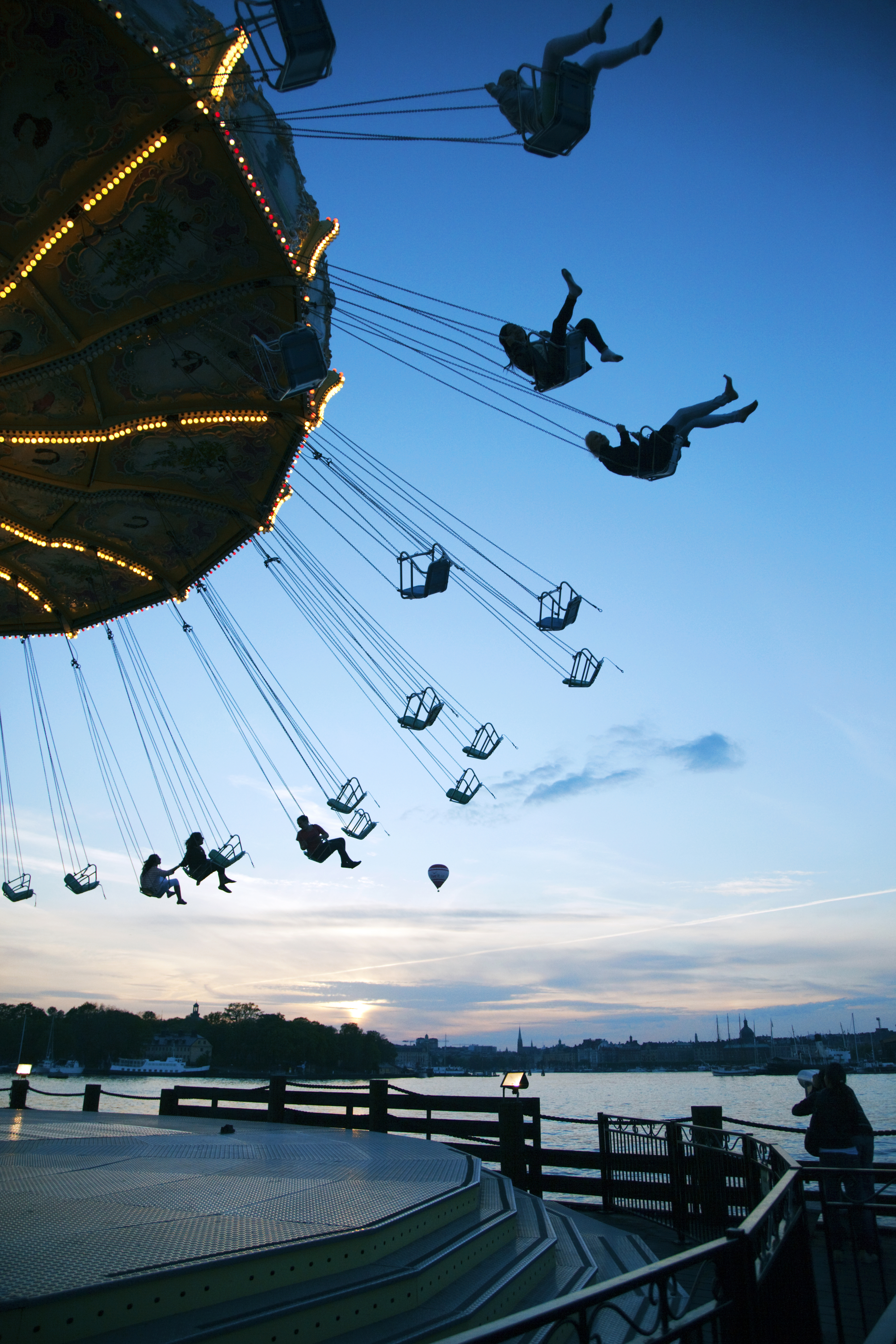
Kättingflygaren à Gröna Lund
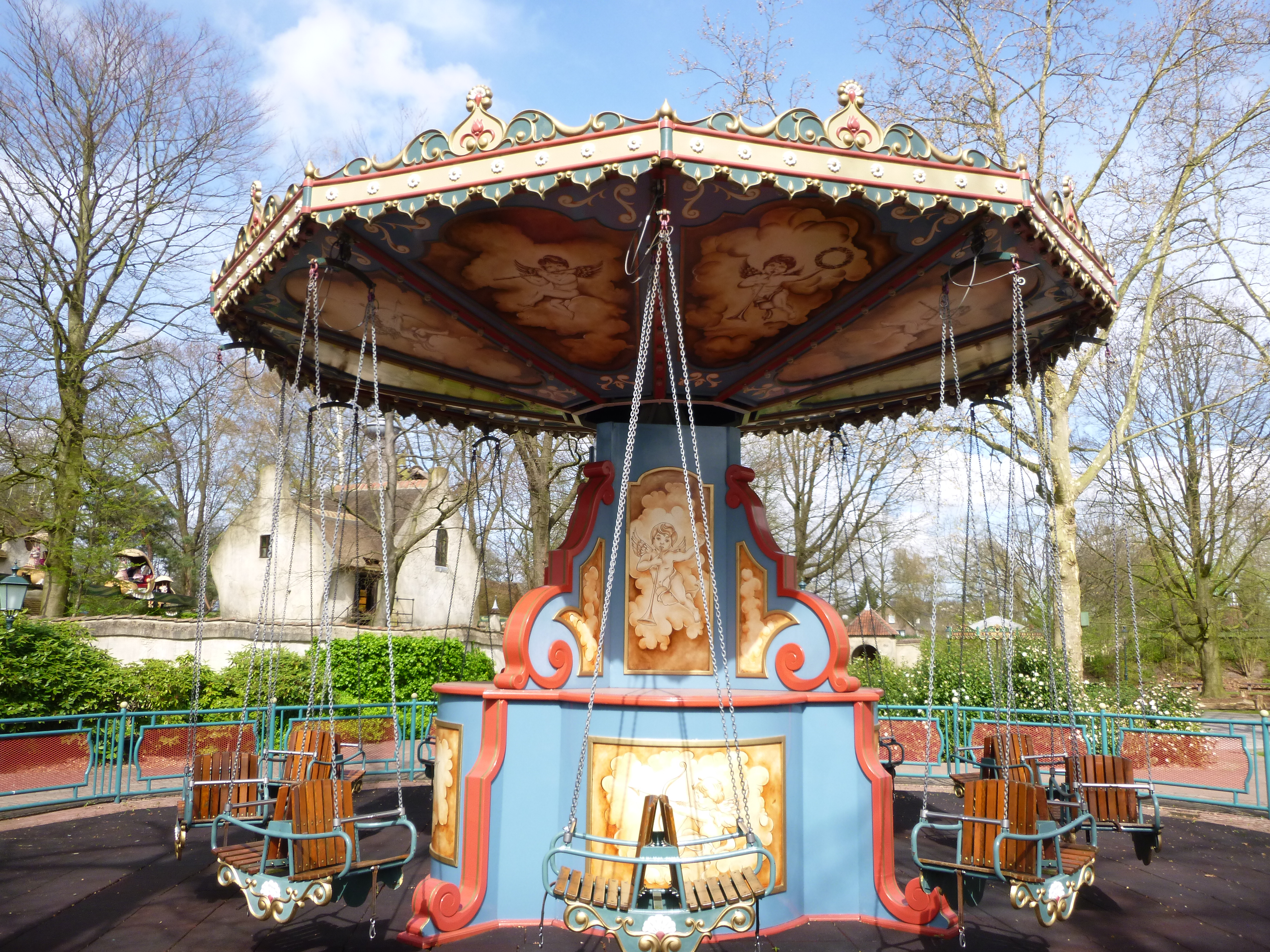
Kleine Zweefmolen à Efteling
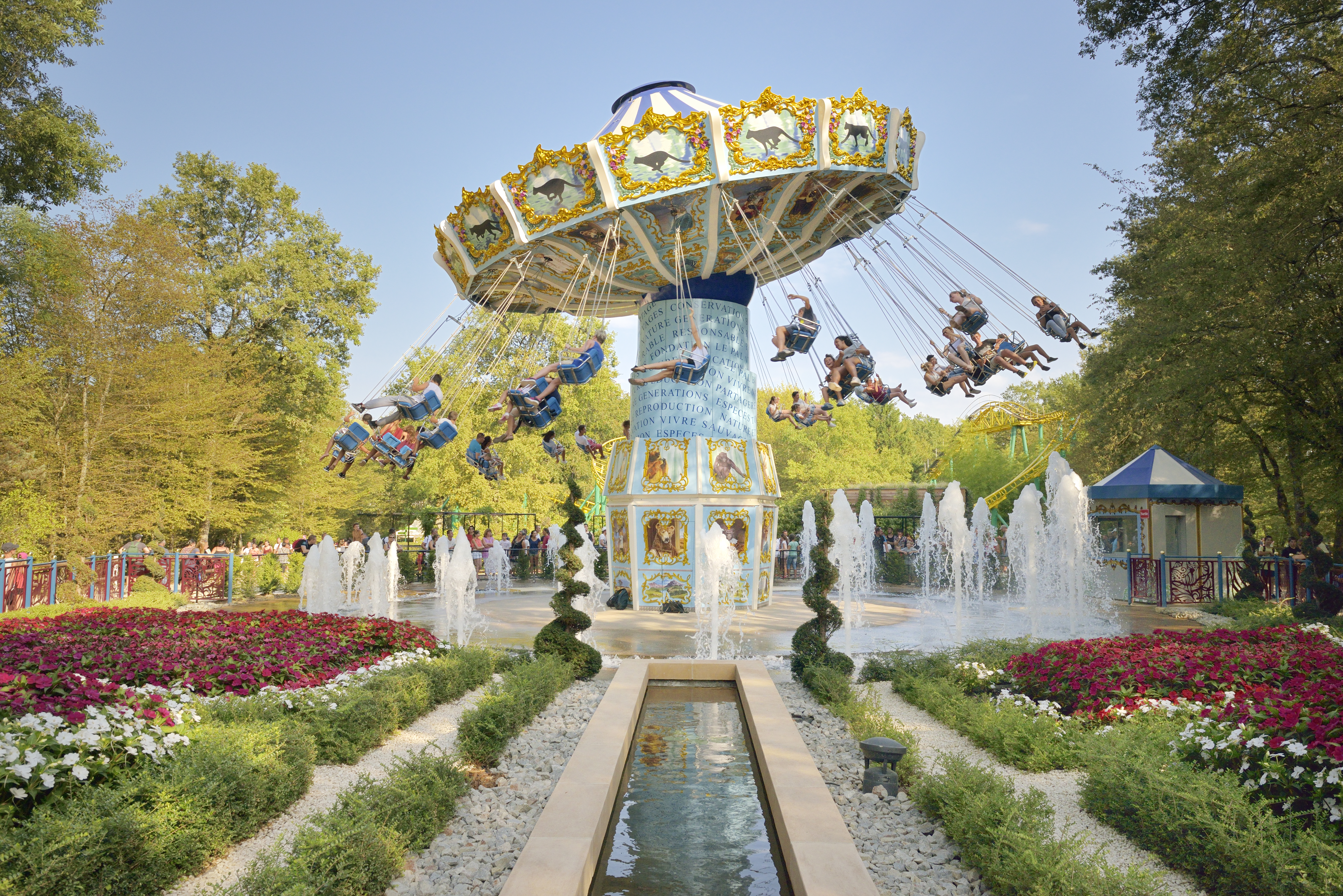
Les chaises volantes au Pal
Swing ride à Santa Cruz
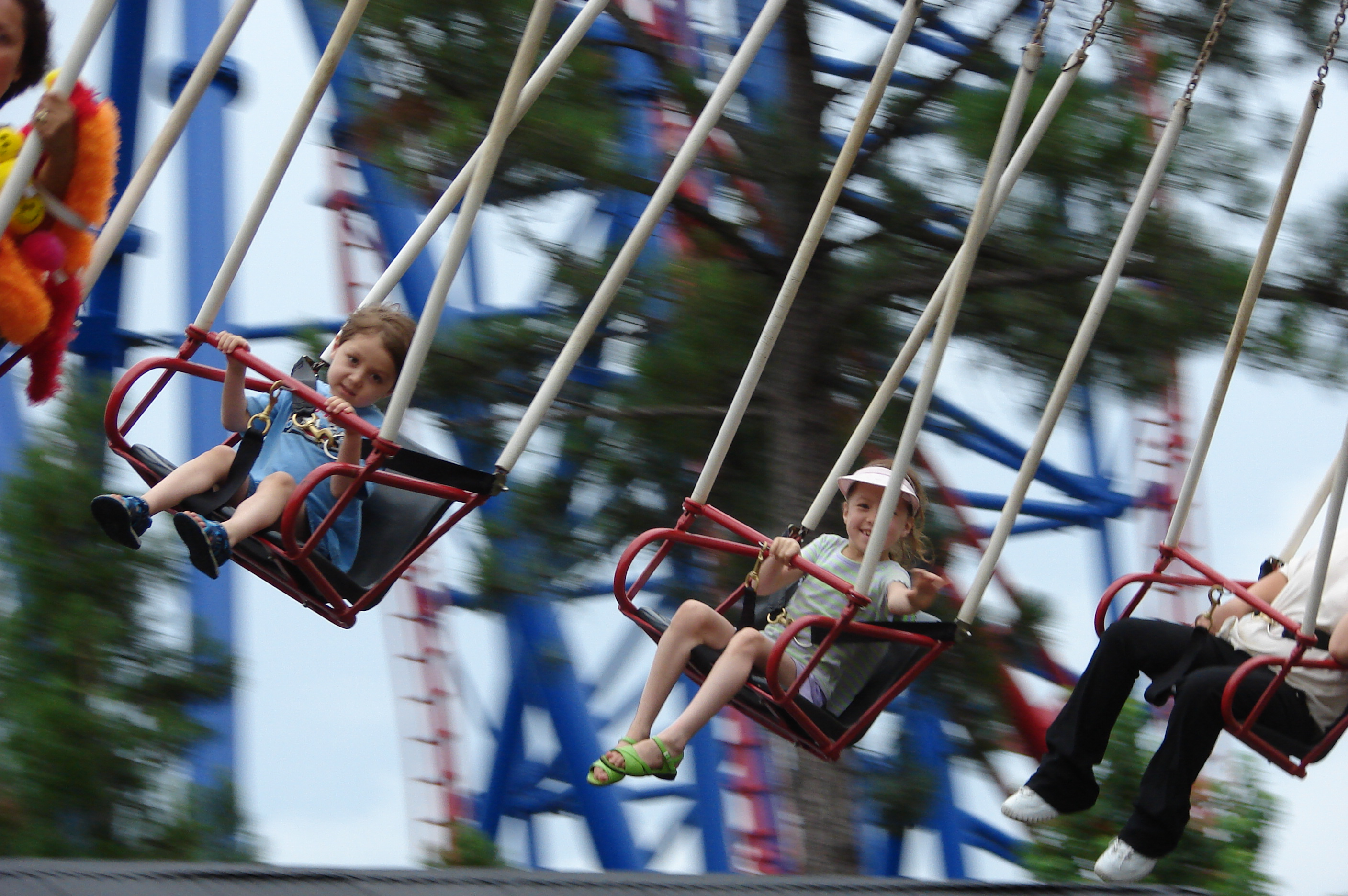
Enfants sur The Gunslinger à Six Flags Over Texas
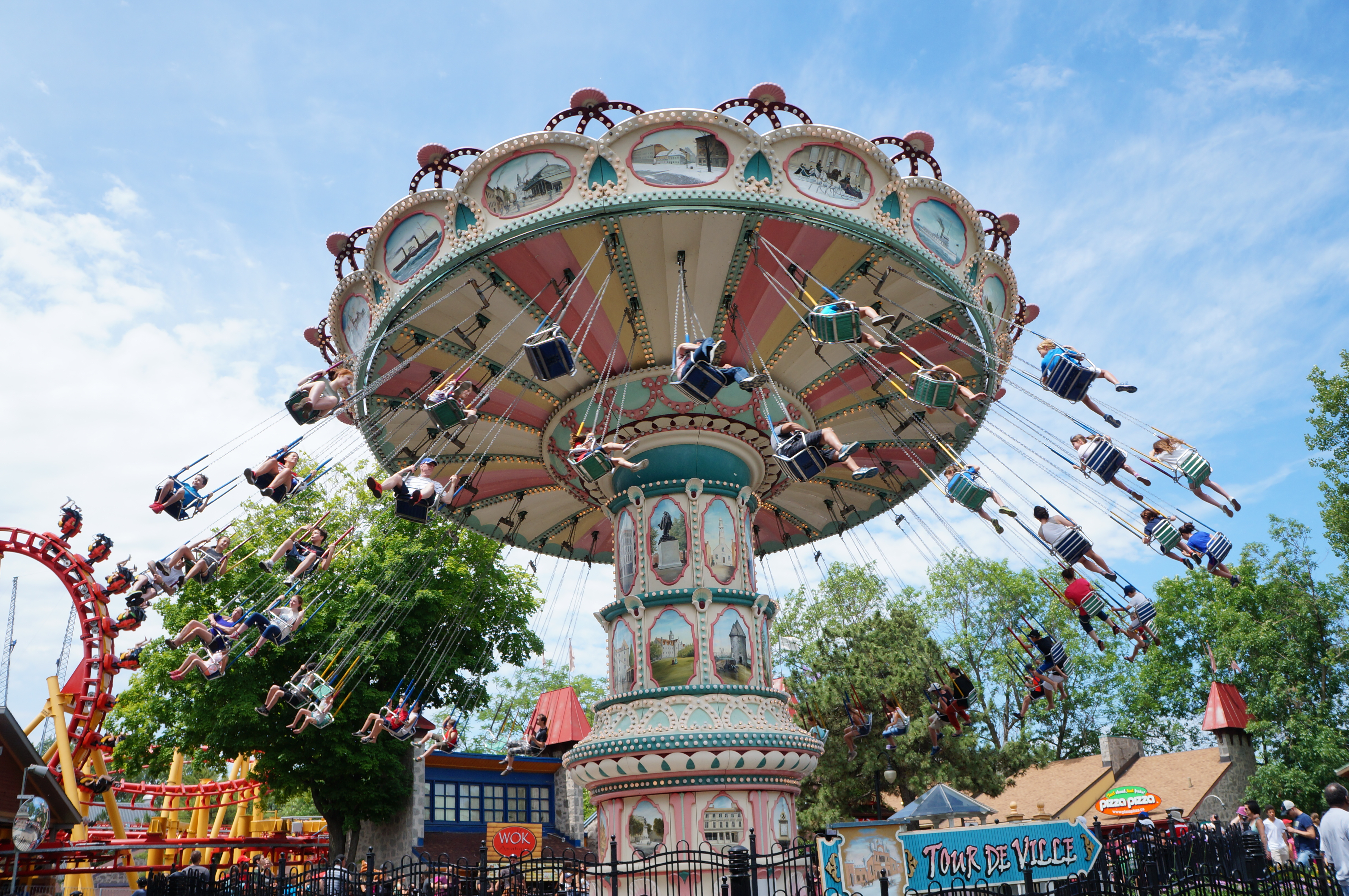
Tour de ville à La Ronde
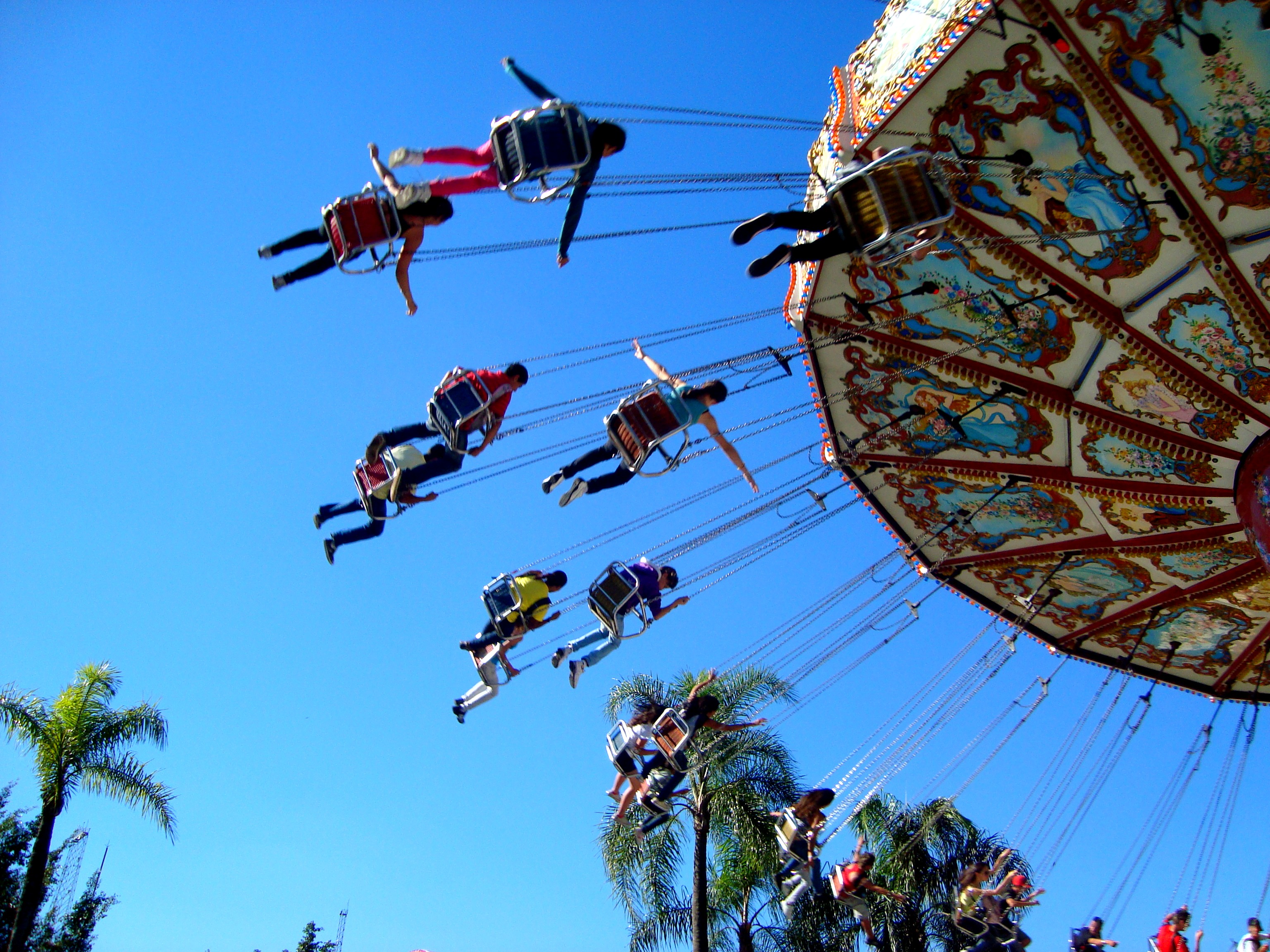
Wave Swinger à Playcenter (Brésil)